# Ferenc Kiss
Ferenc Kiss (n. 5 ianuarie 1942, Nick, Districtul Sárvár, Vas, Ungaria – d. 8 septembrie 2015, Budapesta, Ungaria) a fost un luptător ce a reprezentat Ungaria, medaliat olimpic. A participat la 3 ediții ale Jocurilor Olimpice (1964, 1968, 1972) în care a câștigat o medalie de bronz.